# Лю Шэньэ
Лю Шэньэ́ (кит. трад. 劉愼諤, упр. 刘慎谔, пиньинь Liú Shèn-è; 1897—1975) — китайский ботаник.

## Биография
Лю Шэньэ родился 26 августа 1897 года в Нинхайской области. Учился в школе в Цзинане, в 1920 году отправился во Францию для получения дальнейшего образования. В 1929 году получил степень доктора философии в Лионском университете.
По возвращении в Китай в 1930 году Лю работал в Пекинском ботаническом институте. В это же время он возглавил Национальную академию Пекина. В том же году он совершил путешествие по восточному Китаю, посетив прибрежные зоны провинций Шаньдун, Цзянсу, Чжэцзян, Фуцзянь и Гуандун. В 1931 году он принимал участие во французской экспедиции в Синьцзян.
В 1935 году Лю Шэньэ и Чжун Буцю исследовали флору Аньхоя. В 1936 году состоялась экспедиция Лю в Ганьсу и Цинхай. По возвращении в Пекин он вместе с Ботаническим институтом был вынужден переехать в Сянь в Шаньси вследствие начавшейся войны с Японией. Лю продолжил путешествовать по северо-востоку страны, занимаясь ботаническими исследованиями. В 1941 году институт был перевезён в Куньмин, после окончания Второй мировой войны — возвращён в Пекин.
В 1950 году Лю Шэньэ возглавил Северо-восточную сельскохозяйственную службу, в 1954 году стал исполнительным директором Института почвоведения Китайской академии лесничества. Впоследствии Лю посещал КНДР, СССР и другие страны.
Лю был членом первого, второго и третьего Всекитайских народных собраний, членом Демократической лиги. Он несколько лет работал заместителем мэра Шэньяна, а также в администрации провинции Ляонин.
23 ноября 1975 года Лю Шэньэ скончался.

## Некоторые научные публикации
- Liou Tchen-Ngo. Flore illustrée du nord de la Chine. — Peiping, Chine, 1931. (фр.) (англ.) (кит.)
- 劉愼諤. 東北木本植物圖誌 (кит.). — 1955. — 568 p.
- 劉愼諤. 東北植物檢索表 = Claves plantarum Chinae Boreali-orientalis. — 1959. — 655 p. (кит.) (лат.)

## Некоторые виды растений, названные в честь Лю Шэньэ
- Carex liouana F.T.Wang & Tang, 1949
- Cinnamomum lioui C.K.Allen, 1939
- Eleocharis liouana Tang & F.T.Wang, 1961